# Morten Hampenberg
Morten Rask Hampenberg, bedre kendt som Hampenberg (født 14. januar 1977) er en EDM-producer fra Danmark.
Han er bl.a. kendt for numrene "Grab that thing" og "Duck Toy".

## Diskografi

### som Morten Hampenberg

#### Singler
| År                                                     | Single                                               | Højeste placering | Certificering      |
| År                                                     | Single                                               | DAN               | Certificering      |
| ------------------------------------------------------ | ---------------------------------------------------- | ----------------- | ------------------ |
| 2010                                                   | "Fuk U in the Ass"                                   | —                 |                    |
| 2012                                                   | "Glorious" (featuring Jesper Nohrstedt)              | 17                | - Guld (streaming) |
| 2013                                                   | "Kiss Me" (featuring Gaia)                           | —                 |                    |
| 2015                                                   | "Vi' helt væk" (Morten Hampenberg & Yepha)           | —                 |                    |
| 2015                                                   | "Airport" (The Attic Sleepers vs. Morten Hampenberg) | —                 |                    |
| 2015                                                   | "Baddest" (Hamp & Yeps feat. Neya)                   | —                 |                    |
| 2016                                                   | "Åh nej" (Yepha & Morten Hampenberg)                 | —                 |                    |
| "—" marker en udgivelse der ikke opnåede en placering. |                                                      |                   |                    |

### som Morten Hampenberg & Alexander Brown

#### Singler
| År                                                     | Single                                                   | Højeste placering | Certificering                            |
| År                                                     | Single                                                   | DAN               | Certificering                            |
| ------------------------------------------------------ | -------------------------------------------------------- | ----------------- | ---------------------------------------- |
| 2009                                                   | "Røgmaskine"                                             | 37                |                                          |
| 2009                                                   | "Skub til taget" (featuring Yepha)                       | 3                 | - Guld (download)                        |
| 2010                                                   | "Istanbul"                                               | 31                |                                          |
| 2011                                                   | "Det stikker helt af" (featuring Yepha)                  | 6                 | - Guld (download) - Guld (streaming)     |
| 2011                                                   | "I Want You (To Want Me Back)" (featuring Stine Bramsen) | 4                 | - Platin (download) - Platin (streaming) |
| 2011                                                   | "Klovn" (med Yepha og Casper Christensen)                | 5                 | - Guld (download) - Platin (streaming)   |
| 2012                                                   | "Raise the Roof" (med Pitbull, Fatman Scoop og Nabiha)   | 8                 |                                          |
| 2013                                                   | "You're a Star" (featuring Busta Rhymes og Shonie)       | —                 |                                          |
| "—" marker en udgivelse der ikke opnåede en placering. |                                                          |                   |                                          |

### som Hampenberg

#### Album
| År                                                     | Album      | Højeste placering | Certificering |
| År                                                     | Album      | DAN               | Certificering |
| ------------------------------------------------------ | ---------- | ----------------- | ------------- |
| 1999                                                   | Hampenberg | 5                 | - Platin      |
| 2001                                                   | Duck Off   | 13                | - Guld        |
| "—" marker en udgivelse der ikke opnåede en placering. |            |                   |               |

#### Singler
| År                                                       | Single                                                                    | Højeste placering | Højeste placering | Højeste placering | Højeste placering | Højeste placering | Album      |
| År                                                       | Single                                                                    | DAN               | HOL               | NOR               | SPA               | UK                | Album      |
| -------------------------------------------------------- | ------------------------------------------------------------------------- | ----------------- | ----------------- | ----------------- | ----------------- | ----------------- | ---------- |
| 1998                                                     | "Festival"                                                                | —                 | —                 | —                 | —                 | —                 |            |
| 1999                                                     | "Last Night"                                                              | —                 | —                 | —                 | —                 | —                 | Hampenberg |
| 1999                                                     | "Grab That Thing"                                                         | 1                 | —                 | 7                 | —                 | —                 | Hampenberg |
| 2000                                                     | "Football-Football" (EURO 2000)                                           | -                 | -                 | -                 | -                 | -                 |            |
| 2000                                                     | "Dream Love" (featuring Ingun Løberg)                                     | —                 | —                 | —                 | —                 | —                 | Hampenberg |
| 2000                                                     | "With Some Class"                                                         | 4                 | —                 | —                 | —                 | —                 | Hampenberg |
| 2001                                                     | "Salsation"                                                               | 8                 | —                 | —                 | —                 | —                 | Duck Off   |
| 2001                                                     | "Ducktoy"                                                                 | —                 | 31                | —                 | 1                 | 30                | Duck Off   |
| 2002                                                     | "Listen Up"                                                               | —                 | —                 | —                 | —                 | —                 | Duck Off   |
| 2002                                                     | "DT"                                                                      | -                 | -                 | -                 | -                 | -                 |            |
| 2007                                                     | "Grab That Thing 2007"                                                    | —                 | —                 | —                 | —                 | —                 |            |
| 2007                                                     | "Acid Disco Plastic Electro"                                              | —                 | —                 | —                 | —                 | —                 |            |
| 2008                                                     | "Love in Siberia"                                                         | —                 | —                 | —                 | —                 | —                 |            |
| 2009                                                     | "The Horn"                                                                | —                 | —                 | —                 | —                 | —                 |            |
| 2009                                                     | "Hvor ska' vi sove i nat? (2009 Nat-Klub Version)" (Laban vs. Hampenberg) | —                 | —                 | —                 | —                 | —                 |            |
| "—" markerer en udgivelse der ikke opnåede en placering. |                                                                           |                   |                   |                   |                   |                   |            |